# Radešovská lípa
Radešovská lípa je památný strom ve vsi Radešov, jižně od Sušice. Lípa malolistá (Tilia cordata) roste jihovýchodně od vesnice při cestě do Klášterského Mlýna, v  jižním sousedství malé vodní elektrárny, v nadmořské výšce 552 m. Obvod jejího kmene měří 380 cm a koruna stromu dosahuje do výšky 20 m (měření 1995). Lípa je chráněna od roku 1995 pro svůj vzrůst.

## Stromy v okolí
- Skupina dubů u Radešovského mostu
- Lípa ve Vatětické aleji
- Vatětický javor
- Vatětická lípa
- Vatětický jasan
- Skupina stromů v zámeckém parku Palvinov
- Palvinovská lípa
- Zámecký klen
- Skupina dubů zimních